# Кравченко, Константин Фёдорович
Константин Фёдорович Кравченко — советский хозяйственный, государственный и политический деятель.

## Биография
Родился в 1919 году. Член КПСС.
С 1943 года — на хозяйственной, общественной и политической работе. В 1943—1987 гг. — на разных должностях на Приморской и Дальневосточной железных дорогах, главный инженер Владивостокского отделения железной дороги, председатель Фрунзенского райисполкома[где?], первый секретарь райкома[какого?] партии, заведующий отделом транспорта и связи краевого комитета партии, председатель Владивостокского горисполкома, первый секретарь Владивостокского горкома партии, первый заместитель председателя Приморского крайисполкома, глава краевой ветеранской организации.
Избирался депутатом Верховного Совета РСФСР 7-го созыва, народным депутатом СССР.
Умер во Владивостоке в 2014 году. 